# Челкова Љехота
Челкова Љехота (слч. Čelkova Lehota) насељено је мјесто са административним статусом сеоске општине (слч. obec) у округу Повашка Бистрица, у Тренчинском крају, Словачка Република.

## Становништво
| Година:    | 1994. | 2004.   | 2014.   | 2024.    |
| ---------- | ----- | ------- | ------- | -------- |
| Број људи: | 139   | 146     | 141     | 160      |
| Разлика:   |       | +5,03 % | -3,42 % | +13,47 % |

| Година:    | 2023. | 2024.   |
| ---------- | ----- | ------- |
| Број људи: | 157   | 160     |
| Разлика:   |       | +1,91 % |

Према подацима о броју становника из 2024. године насеље је имало 160 становника.